# Paolo Violi
Paolo Violi (Sinopoli, 6 febbraio 1931 – Montréal, 22 gennaio 1978) è stato un mafioso italiano naturalizzato canadese di origini calabresi boss della famiglia Cotroni.

## Biografia
Nacque a Sinopoli, figlio di Domenico Violi capo dell'omonima 'ndrina ma emigrò in Canada negli anni cinquanta e viveva tra Welland, Hamilton e Toronto. Nel 1955 viene accusato di omicidio ma prosciolto per legittima difesa. Nel 1961 andò in carcere per produzione illecita di sostanze alcoliche. Sposò la figlia del boss Giacomo Luppino della 'Ndrina Luppino di Hamilton. Nel 1975 con l'arresto di Vic Cotroni diventa il nuovo capo, ma i rapporti con Nick Rizzuto capo della fazione siciliana della famiglia, non sono dei migliori.

### La faida tra Paolo Violi e Nick Rizzuto
Nel 1973 diventa boss della famiglia Bonanno Philip Rastelli, nonché molto vicino a Violi e che avrebbe potuto rafforzare la sua posizione. Rizzuto fu costretto a scappare in Venezuela e a Montreal Violi si rafforza, isolando la fazione siciliana.
Successivamente vengono uccisi il consigliere della famiglia Cotroni Pietro Sciarra il 14 febbraio 1976 e il fratello minore di Paolo, Francesco Violi l'8 febbraio 1977. Il 17 ottobre 1980 venne ucciso anche l'altro fratello di Paolo, ovvero Rocco Violi.

### La morte
Paolo Violi venne ucciso il 22 gennaio del 1978 (prima di Rocco) a Montréal mentre giocava a carte in un bar colpito da una lupara su ordine di Rizzuto (che non fu l'autore dell'omicidio in quanto si trovava in Venezuela in quel periodo). Dalle morti dei fratelli Violi a trarne vantaggio furono i Rizzuto, che andarono così a capo della criminalità a Montréal.

### Dopo la morte
Dopo la morte di Paolo Violi, la sua vedova e due figli, Domenico (Dom) e Giuseppe (Joe) si trasferirono a Hamilton, nell'Ontario, un'area controllata dalla 'Ndrangheta. I fratelli Violi erano affiliati alla 'Ndrina Luppino a Hamilton, iniziata dal nonno Giacomo Luppino. 
La famiglia è anche conosciuta come la famiglia Luppino-Violi. Il 1º giugno 2018, Joe Violi è stato condannato a 16 anni di carcere dopo essersi dichiarato colpevole di accuse di traffico di droga. Il 3 dicembre 2018, Domenico Violi è stato condannato a otto anni di carcere dopo essersi dichiarato colpevole di traffico di droga a un agente di polizia sotto copertura pagata. Le intercettazioni hanno anche indicato che Domenico Violi è stato fatto sottocapo della famiglia di Buffalo dal boss Joseph Todaro Jr. nell'ottobre 2017 in un incontro in Florida; il primo canadese a detenere la seconda più alta posizione nella cosa nostra statunitense.